# Entérostome
L'entérostome est le nom de l'ouverture antérieure de l'actinopharynx.